# لياندرو ماتشادو
لياندرو ماتشادو (بالبرتغالية: Leandro Machado‏) (22 مارس 1976 في البرازيل - ) هو لاعب كرة قدم برازيلي في مركز الهجوم. شارك مع منتخب البرازيل لكرة القدم. أما مع النوادي، فقد لعب مع أوليمبيا أسونسيون ودينامو كييف وسبورتينغ لشبونة ونادي أفاي لكرة القدم ونادي أولسان هيونداي ونادي إنترناسيونال ونادي تينيريفي ونادي سانتوس ونادي سبورت ريسيفه ونادي فالنسيا ونادي فلامنغو ونادي كيريتارو ونادي سانتا كلارا.

## وصلات خارجية
- لياندرو ماتشادو على موقع اتحاد أوكرانيا (الإنجليزية)
- لياندرو ماتشادو على موقع دوري كوريا الجنوبية (الإنجليزية)
- لياندرو ماتشادو على موقع قاعدة بيانات كرة القدم.إي يو (الإنجليزية)
- لياندرو ماتشادو على موقع ناشيونال فوتبول تيمز (الإنجليزية)
- لياندرو ماتشادو على موقع Soccerway.com (الإنجليزية)
- لياندرو ماتشادو على موقع عالم كرة القدم.نت (الإنجليزية)